# Îles du Désappointement
Îles de Désappointement – grupa wysp położonych w północno-wschodniej części archipelagu Tuamotu w Polinezji Francuskiej. Îles du Désappointement składa się z trzech niewielkich atoli: Napuka, Tepoto Nord i Puka Puka.

## Charakterystyka fizycznogeograficzna
Łączna powierzchnia wysp wynosi około 15 km². Klimat podzwrotnikowy, średnie temperatury miesięczne 26–28 °C.

## Historia
Puka Puka została odkryta 24 stycznia 1521 roku przez Ferdynanda Magellana, Tepoto Nord i Napuka zostały odkryte 7 czerwca 1765 roku przez Johna Byrona.